# Unione Italiana Sport Per tutti
Unione Italiana Sport Per tutti (UISP) (Italienische Union des Sports für alle) ist der 1948 gegründete italienische Verband für Breitensport.

## Geschichte
Da der Italienische Sozialistische Jugendkongress 1901 die Doktrin beschlossen hatte, dass die Kapitalisten den Sport erfunden hätten, um die sozialistische Jugend von ihren eigentlichen Aufgaben abzuhalten, gab es in Italien im Gegensatz zu anderen europäischen Ländern keine sozialistische Sportbewegung als Vorfeldorganisation. So konnten sich Faschisten leicht des Sports bemächtigen und ihn gezielt als Propagandamedium benutzen. Da der Sozialist Giulio Onesti 1945 das faschistisch unterwanderte CONI nicht auflöste, sondern fortführte, entstand 1948 die Unione Italiana Sport Popolare als unabhängige Arbeitersportbewegung, gegründet von Sozialisten und Kommunisten, die sich dem internationalen Arbeitersport (Confédération Sportive Internationale du Travail) anschloss. Mit dem Eintritt der UdSSR und des Ostblocks in die Olympischen Spiele entfiel jedoch ein wichtiger Bestandteil der Eigenständigkeit, sodass die Anlehnung an das CONI gesucht wurde. 1974 schloss sich die UISP als Sport- und Kultur-Organisation dem CONI an. Mit dem Niedergang des Ostblocks wurde nicht nur die Stellung des internationalen, sondern auch des italienischen Arbeitersports immer komplizierter, so dass sich die CSIT 2011 für alle Amateure öffnete und auch die UISP in Italien 2014 denselben Schritt nachvollzog und sich nun in Unione Italiana Sport Per tutti umbenannte. Seitdem hat der Verband einen Mitgliederzuwachs erlebt und hatte am 31. Dezember 2014 1,31 Mio. Mitglieder in  17.000 Vereinen.